# Centro Informático Científico de Andalucía

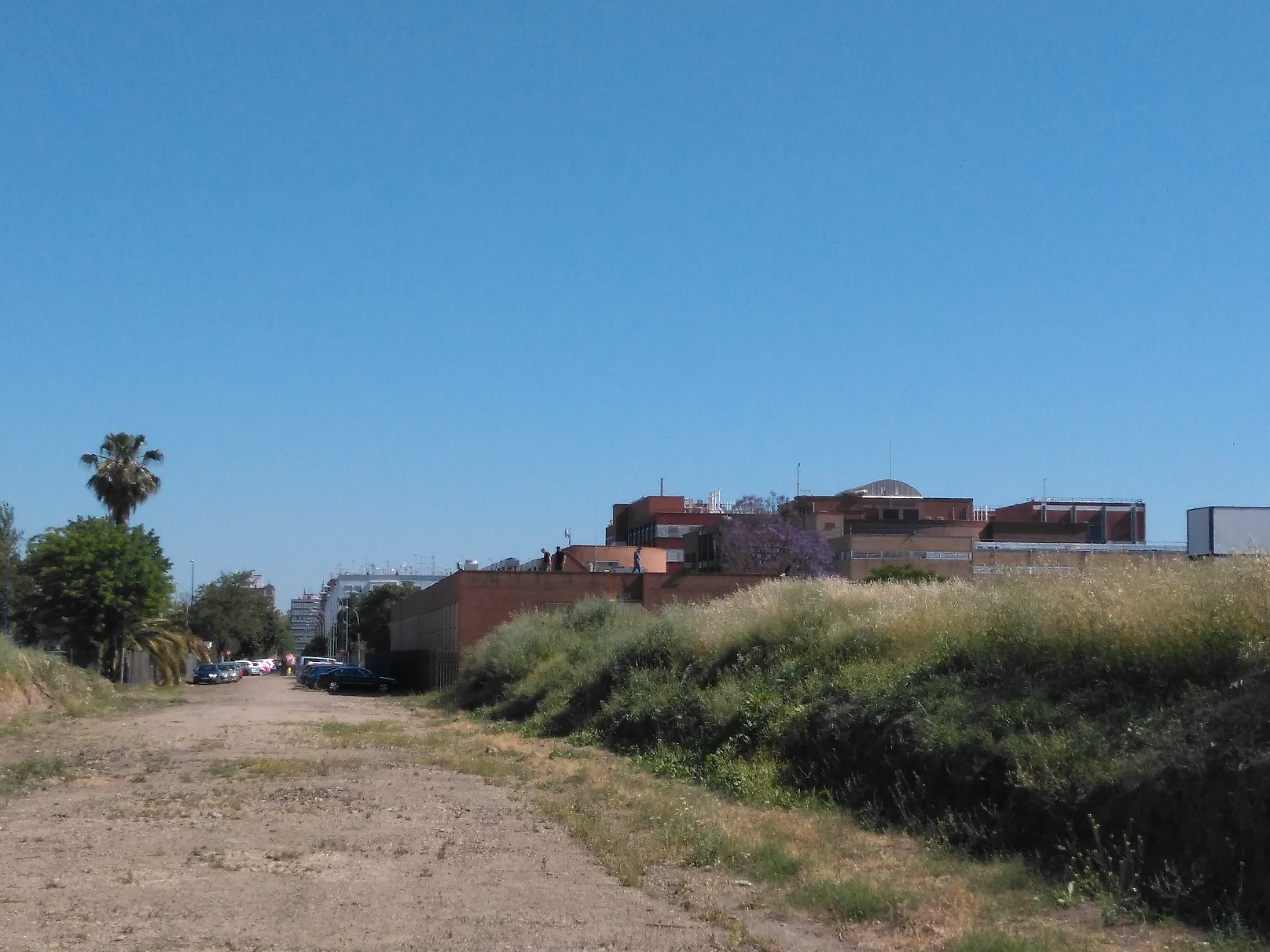
Lateral del Centro Informático Científico de Andalucía

El Centro Informático Científico de Andalucía (CICA) se creó en el año 1989 por el Decreto 43/89 de 7 de marzo. Este Decreto establece la estructura orgánica y las funciones del CICA como servicio administrativo sin personalidad jurídica, bajo la dependencia orgánica de la Dirección General de Universidades e Investigación de la Consejería de Educación y Ciencia. Actualmente depende de la Secretaría General de Universidades, Investigación y Tecnológica de la Consejería de Economía, Innovación y Ciencia de la Junta de Andalucía.
El CICA es un centro que persigue servir a la sociedad andaluza en general y más concretamente a los investigadores andaluces para ofrecerles aquellos servicios que le faciliten y ayuden en su labor investigadora. El principal objetivo es el de ser un Centro de servicios TIC para el impulso a la Investigación e Innovación en Andalucía.

## Competencias
- La coordinación y mantenimiento de la Red Informática Científica de Andalucía (RICA).
- Despliegue en la red RICA de los siguientes servicios: Acceso WiFi en el marco europeo universitario (Eduroam), IPv6, Sistema de Videoconferencia, conexión a RedIRIS con 10 Gbps y escritorio remoto (Freenx).
- Conexión de los Centros TIC de la Junta de Andalucía a la red RICA.
- Optimización del intercambio de información entre universidades y la Administración tanto andaluza como estatal a través de los proyectos SARA y NEREA orientada a conseguir una administración sin papeles.
- Despegue de la tecnología Grid para el cálculo masivo usando la red como medio de transporte de los flujos de ejecución de las partes en las que un mismo programa es paralelizado, y la necesidad de impulsar esta tecnología en los distintos centros de investigación ubicados en Andalucía, así como colaborar en estos temas con las Universidades Andaluzas ha hecho que en el centro se estén desarrollando los conocimientos necesarios para una implantación y coordinación de estos temas a nivel Andaluz, gestionándose actualmente la pertenencia al proyecto europeo gestionado por el CERN EGEE (Enabled Grid for E-SciencE) y a IrisGRID.
- Desarrollo del portal de la e-ciencia en Andalucía https://web.archive.org/web/20130903095504/https://eciencia.cica.es/ a través del cual los investigadores andaluces tienen recursos para fomentar su investigación. En este sentido se ofrece a los investigadores capacidades de cálculo y almacenamiento a través de la Red Andaluza de Supercomputación Científica (RASCI) coordinada por el CICA.
- Soporte a la Confederación Andaluza de Federaciones Deportivas que aglutina al deporte andaluz con más de 300.000 federados en las diferentes federaciones andaluzas de deporte. Este apoyo surge tras el acuerdo entre la Consejería de Innovación, Ciencia y Empresa y la Consejería de Turismo, Comercio y Deporte.
- Colaboración con el IAA (Instituto de Astrofísica de Andalucía) ubicado en Granada, orientado entre otros proyectos a los cálculos asociados al proyecto del satélite Corot de astrosismología y búsqueda de planetas extrasolares.
- Dentro del apoyo al software libre y de fuentes abiertas: instalación, mantenimiento y administración de la Forja de Software Libre del proyecto nacional encargado por la CRUE-TIC SL a RedIRIS.
- Desarrollo de una PKI (Infraestructura de Clave Pública) para IrisGRID.
- Explotación y mantenimiento de la aplicación “Servicio de Información Científica de Andalucía” (SICA) de la Secretaría General de Universidades, Investigación y Tecnología.
- Explotación y mantenimiento de la aplicación “Distrito Único Universitario” de la Secretaría General de Universidades, Investigación y Tecnología.
- Administración del Centro de Excelencia JAVA de la Junta de Andalucía.
- La gestión y mantenimiento de las bases de datos referenciales de información científica, y su enlace con las revistas electrónicas adquiridas por las universidades y con los catálogos de las bibliotecas de las universidades andaluzas. Mantenimiento del sistema informático que alberga el Catálogo Colectivo del Consorcio de Bibliotecas Universitarias de Andalucía.
- Participación en proyectos con diferentes Consejerías de la Junta de Andalucía y del Ministerio de Educación y Ciencia de España.
- Mantenimiento de la base de datos de congresos, conferencias y jornadas. (DISEVEN).
- Otros servicios que se ofrecen:

1. Hospedaje de máquinas
2. Servicios de red: FTP anónimo (mirror principal de Guadalinex y primario de las distribuciones de Linux más usadas), NTP (servidor de tiempo, que presta sus servicios a las Universidades Andaluzas y a sistemas informáticos de la Junta de Andalucía que lo requieran).
3. Soporte técnico. CICA ofrece soporte de consultas técnicas especializadas y de alta cualificación a las entidades afiliadas que lo soliciten.

## Órganos de Gobierno
En la sesión del 5 de julio de 1990 se aprobó el Reglamento de funcionamiento del Consejo Rector del CICA. El Consejo Rector del CICA, está integrado por los representantes de los siguientes organismos: 
- Consejería de Economía, Innovación y Ciencia
- Consejo Superior de Investigaciones Científicas
- Universidad de Almería
- Universidad de Cádiz
- Universidad de Córdoba
- Universidad de Granada
- Universidad de Huelva
- Universidad Internacional de Andalucía
- Universidad de Jaén
- Universidad de Málaga
- Universidad Pablo de Olavide
- Universidad de Sevilla
- Director del CICA
- Gerente del CICA

## Centros a los que el CICA presta servicio
Actualmente el CICA presta sus servicios a los siguientes organismos: 
Universidades andaluzas:
- Universidad de Almería
- Universidad de Cádiz
- Universidad de Córdoba
- Universidad de Granada
- Universidad de Huelva
- Universidad de Jaén
- Universidad de Málaga
- Universidad de Sevilla
- Universidad Internacional de Andalucía
- Universidad Pablo de Olavide. Sevilla

Centros del CSIC:
- Consejo Superior de Investigaciones Científicas (CSIC)
- Delegación del CSIC en Andalucía
- Centro Andaluz de Biología del Desarrollo
- Centro de Investigaciones Científicas Isla de la Cartuja
- Centro Nacional de Aceleradores
- Escuela de Estudios Árabes
- Escuela de Estudios Hispano Americanos
- Estación Biológica de Doñana
- Estación Experimental de Zonas Áridas
- Estación Experimental del Zaidín
- Estación Experimental La Mayora
- Instituto Andaluz de Ciencias de la Tierra
- Instituto de Agricultura Sostenible
- Instituto de Astrofísica de Andalucía
- Instituto de Bioquímica Vegetal y Fotosíntesis
- Instituto de Ciencia de Materiales de Sevilla
- Instituto de Ciencias Marinas de Andalucía
- Instituto de Estudios Sociales Avanzados de Andalucía
- Instituto de Investigaciones Químicas
- Instituto de la Grasa y sus Derivados
- Instituto de Microelectrónica de Sevilla
- Instituto de Parasitología y Biomedicina "López Neyra"
- Instituto de Recursos Naturales y Agrobiología de Sevilla

Centros del IFAPA:
- IFAPA Centro Náutico Pesquero de Almería.
- IFAPA Centro La Mojonera, Almería.
- IFAPA Centro Náutico Pesquero de Cádiz.
- IFAPA Centro de Chipiona, Cádiz.
- IFAPA Centro Rancho la Merced, Jerez de la Frontera, Cádiz.
- IFAPA Centro El Toruño, Puerto de Santa María, Cádiz.
- IFAPA Centro Náutico Pesquero de Sanlúcar de Barrameda, Cádiz.
- IFAPA Centro Alameda del Obispo, Córdoba.
- IFAPA Centro de Cabra, Córdoba.
- IFAPA Centro Hinojosa del Duque, Córdoba.
- IFAPA Centro de Palma del Río, Córdoba.
- IFAPA Centro Camino de Purchil, Granada.
- IFAPA Centro Agua del Pino, Cartaya, Huelva.
- IFAPA Centro de Huelva
- IFAPA Centro Venta del Llano, Mengíbar, Jaén.
- IFAPA Centro de Campanillas, Málaga.
- IFAPA Centro de Churriana, Málaga.
- IFAPA Centro Las Torres-Tomejil, Alcalá del Río, Sevilla.
- IFAPA Centro de los Palacios, Sevilla.